# Троицкоросляйский сельсовет (Токарёвский район)
Троицкоросляйский сельсовет — сельское поселение в Токарёвском районе Тамбовской области Российской Федерации.
Административный центр — село Троицкий Росляй.

## История
Статус и границы сельского поселения установлены Законом Тамбовской области от 17 сентября 2004 года № 232-З «Об установлении границ и определении места нахождения представительных органов муниципальных образований в Тамбовской области».

## Население
| 2010  | 2012  | 2013  | 2014  | 2015  | 2016  | 2017  |
| ----- | ----- | ----- | ----- | ----- | ----- | ----- |
| 1446  | ↘1390 | ↘1341 | ↘1298 | ↘1283 | ↘1274 | ↘1264 |
| 2018  | 2019  | 2020  | 2021  |       |       |       |
| ↘1231 | ↘1189 | ↘1150 | ↘1078 |       |       |       |

## Состав сельского поселения
| № | Населённый пункт | Тип населённого пункта       | Население |
| - | ---------------- | ---------------------------- | --------- |
| 1 | Банное           | посёлок                      | 19        |
| 2 | Громушка         | село                         | ↘172      |
| 3 | Малый Росляй     | деревня                      | 25        |
| 4 | Новоникольское   | село                         | ↘329      |
| 5 | Панино           | деревня                      | 21        |
| 6 | Троицкий Росляй  | село, административный центр | ↘807      |
| 7 | Эртиль           | деревня                      | 73        |